# Dieter Praxl
Dieter Praxl (* 12. Dezember 1935; † 27. Oktober 2002) war ein deutscher Fußballspieler.

## Laufbahn

### VfB Stuttgart, 1946 bis 1960
Im Alter von 11 Jahren trat Praxl der Jugend des VfB Stuttgart bei. Zur Runde 1956/57 schaffte der Stürmer den Sprung von der Amateurmannschaft zur Vertragsspielermannschaft des VfB. Das Debüt in der Fußball-Oberliga Süd feierte der technisch ausgezeichnete Linksaußen beim Auswärtsspiel am 23. September 1956 bei Schwaben Augsburg. In seiner ersten Oberligarunde absolvierte er 24 Spiele und erzielte neun Tore. Auch in seiner zweiten Saison, 1957/58, gehörte Praxl mit 23 Einsätzen und sechs Toren der Stammbesetzung des VfB an. Dadurch gehörte er auch als Linksaußen der Siegermannschaft im Süddeutschen Pokal am 25. Juni 1958 in Mannheim gegen den 1. FC Schweinfurt 05 an, das die Schwaben mit 2:1 Toren für sich entscheiden konnten. Am 16. November 1958 gewann Praxl mit dem VfB den DFB-Pokal, als er beim 4:3-Sieg nach Verlängerung gegen Fortuna Düsseldorf den ersten Treffer des Spiels zur zwischenzeitlichen 1:0-Führung erzielte. Der Angriff des Pokalsiegers setzte sich aus Erwin Waldner, Rolf Geiger, Lothar Weise, Rolf Blessing und Dieter Praxl zusammen. Neben dem Pokalerfolg steht für Praxl auch ein Einsatz in der Süddeutschen Auswahl beim Repräsentativspiel am 12. April 1959 in Hannover gegen Norddeutschland zu Buche. Nach 77 Oberligaspielen mit 20 Toren wechselte Praxl 1960 zu Kickers Offenbach.

### Weitere Stationen, bis 1964
Auf dem Bieberer Berg konnte er in zwei Runden nur in 20 Spielen mit sieben Toren sein Können beweisen und unterschrieb deshalb zur letzten Runde der Fußball-Oberliga Süd, 1962/63, bei der TSG Ulm 1846. Mit den „Spatzen“ belegte er den achten Rang und war dabei in 20 weiteren Spielen aufgelaufen, wo er vier Tore für die Mannschaft von Torhüter Wolfgang Fahrian, an der Seite der Stürmerkollegen Manfred Ruoff und Helmut Siebert erzielt hatte. Insgesamt kam Dieter Praxl von 1956 bis 1963 auf 117 Oberligaspiele und erzielte dabei 31 Tore.
Nach der Debütrunde in der Fußball-Regionalliga Süd, 1963/64, wo er nochmals für Ulm in 20 Ligaspielen sechs Tore erzielen konnte, beendete er 1964 seine höherklassige Spielerlaufbahn.